# ورزشکاه کریکت کولیج
ورزشکاه کریکت کولیج (به لاتین: Coolidge Cricket Ground) یک ورزشگاه در آنتیگوآ و باربودا است که در Saint George Parish واقع شده‌است.